# جلال الشرقية
قرية جلال الشرقية  هي إحدي القرى التابعة لمركز ملوى بمحافظة المنيا في جمهورية مصر العربية. حسب إحصاءات سنة 2006، بلغ إجمالي السكان في جلال الشرقية 5532 نسمة، منهم 2882 رجل و2650 امرأة.